# Ștefan Vodă
Ștefan Vodă is een gemeente - met stadstitel - en de hoofdplaats van de Moldavische bestuurlijke eenheid (unitate administrativ-teritorială) Ștefan Vodă.
De gemeente telt 8600 inwoners (01-01-2012).